# .me
.me es el dominio de nivel superior geográfico (ccTLD) para Montenegro.